# 常茂徕
常茂徠（1788年—1873年），字逸山，号秋崖，又號痛定思痛居士。祥符县（今开封市）人，清朝作家。
乾隆五十三年（1788年）出生。幼時聪慧好学，寫字不工整时，常掷笔哭泣。及長，博通五经，尤精《春秋》，二十歲中秀才，道光五年（1825年）拔贡。後屢試不中，於是閉門專心讀書。先后任偃师、登封教谕，前後近五年，後离任返汴。晚年杜门谢客，專心著述。同治十三年（1873年）去世。生前好金石，收藏石墨拓本甚富，後歸羅振玉。1915年冬，羅氏辑校《洛阳石刻录》，收入《雪堂丛刻》。其作品三十餘種，今存《春秋女譜》、《石田野語》、《洛陽石刻錄》、《增订如梦录》4种刊本、《怡古堂文鈔》文稿2冊等。